# Cantone di Saint-Rémy
Il Cantone di Saint-Rémy è una divisione amministrativa dell'Arrondissement di Chalon-sur-Saône.
È stato costituito a seguito della riforma approvata con decreto del 18 febbraio 2014, che ha avuto attuazione dopo le elezioni dipartimentali del 2015.

## Composizione
Comprende i 9 comuni di:
- La Charmée
- Épervans
- Lux
- Marnay
- Saint-Loup-de-Varennes
- Saint-Marcel
- Saint-Rémy
- Sevrey
- Varennes-le-Grand